# Eminence, Kentucky
Eminence är en ort i Henry County, Kentucky, USA. År 2000 hade orten 2 231 invånare. Den har enligt United States Census Bureau en area på 5,6 km², allt är land.